# Heinrich zu Mecklenburg

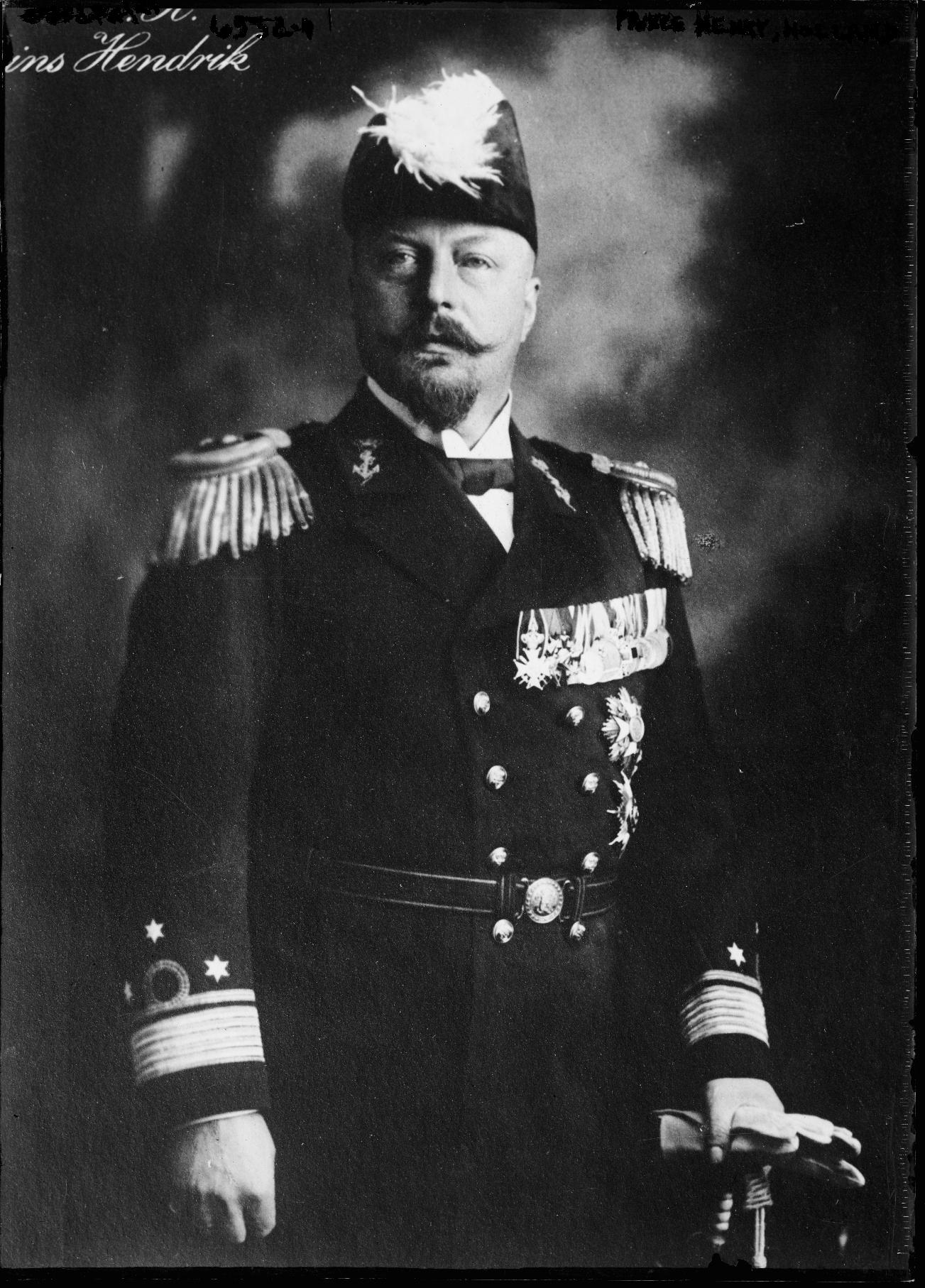
Prinz Hendrik der Niederlande, um 1910

Heinrich, Prinz der Niederlande, Herzog zu Mecklenburg (niederländisch Hendrik, Prins der Nederlanden, Hertog van Mecklenburg; geboren als Heinrich Wladimir Albrecht Ernst, Herzog zu Mecklenburg [-Schwerin]; * 19. April 1876 in Schwerin; † 3. Juli 1934 in Den Haag), war ab 1901 der Prinzgemahl von Königin Wilhelmina der Niederlande.

## Leben

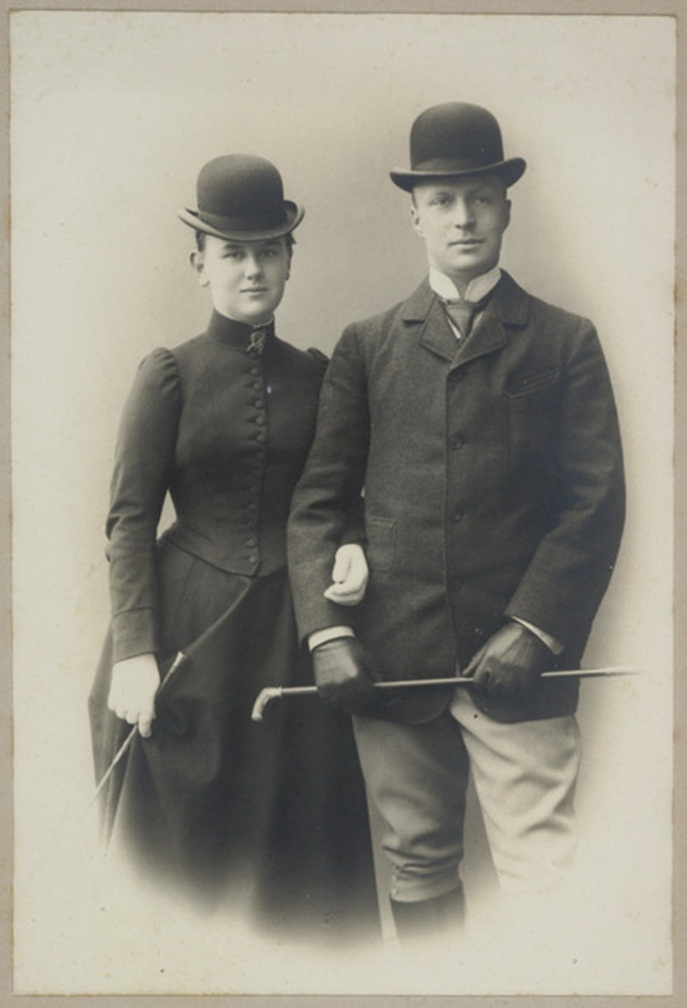
Königin Wilhelmina mit Herzog Heinrich zu Mecklenburg am 16. Oktober 1900 anlässlich der Bekanntgabe ihrer Verlobung

Heinrich war der jüngste Sohn aus der dritten Ehe des Großherzogs Friedrich Franz II. von Mecklenburg im Landesteil Mecklenburg-Schwerin mit Prinzessin Marie Caroline von Schwarzburg-Rudolstadt. Zu seinen Halbgeschwistern gehörten der 1897 verstorbene Großherzog Friedrich Franz III. und der Regent Herzog Johann Albrecht zu Mecklenburg. Er war ein Onkel des letzten regierenden Großherzogs von Mecklenburg-Schwerin Friedrich Franz IV. sowie der letzten deutschen Kronprinzessin Cecilie von Preußen.
Er wuchs vor allem auf dem Lande, auf Schloss Raben Steinfeld auf. Später besuchte er das Vitzthum-Gymnasium Dresden und machte danach Reisen durch Asien und Amerika. Nachdem er die Kriegsschule in Metz besucht hatte, trat er als Oberleutnant im Garde-Jäger-Bataillon in den preußischen Militärdienst ein.
Bei einem Verwandtenbesuch auf Schloss Schwarzburg lernte er 1900 die damals 19-jährige niederländische Königin Wilhelmina kennen, die mit ihrer Mutter Emma dort ebenfalls zu Gast war. Nach mühsamen Verhandlungen heiratete er Wilhelmina am 7. Februar 1901. Am Vortag der Hochzeit erhielt er den Titel Prinz der Niederlande. Er hatte sich auf ausdrückliches Verlangen der Königin „völlig als Holländer, ausschließlich als Holländer“ zu betrachten. Aus der sehr unglücklichen Ehe ging die Tochter und spätere Königin Juliana hervor. Sie erhielt den Familiennamen ihrer Mutter und führte die Titel Prinzessin der Niederlande und Prinzessin von Oranien-Nassau vor dem Titel Herzogin zu Mecklenburg. Während seiner Ehe zeugte Prinz Hendrik, so die niederländische Namensform, die er seit seiner Heirat gebrauchte, mehrere außereheliche Kinder, u. a. den späteren Juristen und rechtsextremistischen Politiker Pim Lier (1918–2015).
Nach der letzten Publikation des Gothaischen Hofkalenders 1942 war Herzog Heinrich zu Mecklenburg bereits vor 1916 Kommendator des Johanniterordens für die Niederlande. 1927 wurde er Ehrenmitglied im Jagdcorps Masovia zu Berlin.
Prinz Hendrik war Konteradmiral, Generalmajor à la suite, Vizeadmiral und Generalleutnant der niederländischen Streitkräfte. Obwohl er Mitglied des Staatsrats war, hatte er zu seinem großen Bedauern keinerlei politischen Einfluss. Er starb mit 58 Jahren an Herzversagen. Trotz seines frühen Todes ist er der am längsten amtierende Prinzgemahl in der bisherigen Geschichte des niederländischen Königshauses (zwei Jahre länger als Prinz Bernhard).

## Literatur

Prinz Hendriks Standarte als Prinzgemahl